# Xã Saunemin, Quận Livingston, Illinois
Xã Saunemin (tiếng Anh: Saunemin Township) là một xã thuộc quận Livingston, tiểu bang Illinois, Hoa Kỳ. Năm 2010, dân số của xã này là 666 người.